# Alex Winter
Pour les articles homonymes, voir Winter.
Alexander Ross Winter, dit Alex Winter, né le 17 juillet 1965 à Londres, en Angleterre, au Royaume-Uni, est un acteur, réalisateur et scénariste américano-britannique.
Il est surtout connu pour son rôle de Bill S. Preston dans les films L'Excellente Aventure de Bill et Ted (Bill & Ted's Excellent Adventure) de Stephen Herek (1989) et Les Aventures de Bill et Ted (Bill & Ted's Bogus Journey) de Peter Hewitt (1991), ainsi que pour celui de Marko dans Génération perdue (The Lost Boys) de Joel Schumacher (1987).
Il a également co-écrit, co-dirigé et joué dans le film La Cité des monstres (Freaked) (1993).

## Biographie

### Jeunesse
Alex Winter naît à Londres. Sa mère, Gregg Mayer, est une Américaine native de New York, ancienne danseuse pour Martha Graham et fondatrice d'une école de danse à Londres au milieu des années 1960. Son père, Ross Albert Winter, est australien d'origine et faisait partie de la troupe de danse de sa mère,. Il est initié très jeune à la danse.
À cinq ans, sa famille déménage au Missouri (États-Unis), où son père dirige une compagnie de danse alors que sa mère enseigne celle-ci à l'université Washington de Saint-Louis,. Ses parents divorcent en 1973.

### Vie privée
Alex Winter se marie à Sonya Dawson, avec qui il a un fils, Leroy Winter, né en 1998.

## Filmographie

### En tant qu’acteur

#### Films
- 1985 : Le Justicier de New York (Death Wish 3) de  Michael Winner : Hermosa
- 1987 : Medium Rare de Paul Madden
- 1987 : Génération perdue (The Lost Boys) de Joel Schumacher : Marko
- 1988 : Un été en enfer d’Ivan Passer : Dr John Polidori
- 1989 : L'Excellente Aventure de Bill et Ted (Bill & Ted's Excellent Adventure) de Stephen Herek : Bill S. Preston, Esq.
- 1989 : Rosalie fait ses courses (Rosalie Goes Shopping) de Percy Adlon : Schatzi Greenspace
- 1991 : Les Aventures de Bill et Ted (Bill & Ted's Bogus Journey) de Peter Hewitt :  Bill S. Preston, Esq. / Granny Preston / Robot Bill
- 1993 : La Cité des monstres (Freaked) de lui-même et Tom Stern : Ricky Coogin
- 1997 : Le Petit Monde des Borrowers (The Borrowers) de Peter Hewitt : gangster TV
- 1999 : Fever (en) de lui-même : le passager dans le métro
- 2014 : Grand Piano d’Eugenio Mira : l’assistant
- 2015 : Smosh: The Movie de lui-même : oncle Keith
- 2020 : Bill and Ted Face the Music de Dean Parisot : Bill S. Preston, Esq.
- 2025 : Les Schtroumpfs, le film (Smurfs) de Chris Miller

#### Séries télévisées
- 1985 : Equalizer : Jeffrey (épisode Mama's Boy)
- 1990 : Bill & Ted's Excellent Adventures : Bill S. Preston, Esq. (voix)
- 1991 : The Idiot Box : plusieurs rôles (6 épisodes ; voix)
- 2007 : Bones : Monte Gold (épisode The Girl in the Gator)
- 2007 : Saul of the Mole Men : King Mole Man (5 épisodes ; voix)
- 2012 : Robot Chicken : Bill S. Preston, Esq., (2 épisodes ; voix)

#### Téléfilms
- 1993 : Sex, Shock and Censorship in the 90's : Stinx on Ice
- 2007 : Ben 10 : Course contre-la-montre (Ben 10: Race Against Time) de lui-même : Constantine Jacobs
- 2009 : Ben 10: Alien Swarm de lui-même : Nanomech (voix)

#### Vidéoclips
- 1989 : Higher Ground, de Red Hot Chili Peppers
- 1989 : Knock Me Down, de Red Hot Chili Peppers
- 1994 : "Hard Act to Follow, de Brother Cane (en)

### En tant que réalisateur

#### Films
- 1993 : La Cité des monstres (Freaked)), co-réalisé avec Tom Stern
- 1999 : Fever (en)
- 2002 : Downloaded[6]
- 2015 : Deep Web: The Untold Story of Bitcoin and the Silk Road[7]
- 2015 : Smosh: The Movie

#### Téléfilms
- 2007 : Ben 10 : Course contre-la-montre (Ben 10: Race Against Time)
- 2009 : Ben 10 : Alien Swarm